# Турганбеков, Асылмурат Турганбекович
Асылмурат Турганбекович Турганбеков (каз. Асылмұрат Тұрғанбекұлы Тұрғанбеков; 27 мая 1940, Аксуйский район, Талды-Курганская область, КазССР, СССР) — советский и казахстанский партийный работник, общественный деятель, ветеран труда. Депутат Верховного Совета Республики Казахстан XII созыва (1990—1993). Почётный гражданин Алматинской области (2005).

## Биография
Родился 27 мая 1940 года в селе Баскан Аксуйского района Талды-Курганской области.
В 1963 году окончил Алма-Атинский зооветеринарный институт (АЗВИ), ученый-зоотехник; Алма-Атинскую высшую партийную школу (АВПШ), политолог.
С 1956 по 1958 год — тракторист, электромонтер колхозаза «Арасан» Аксуйского района.
С 1963 по 1964 год — главный зоотехник колхоза им. Абая Аксуйского района Алма-Атинской области.
С 1964 по 1968 год — первый секретарь Аксуйского райкома ЛКСМ Казахстана Талды-Курганской области.
С 1968 по 1971 год — ответорганизатор ЦК ЛКСМ Казахстана.
С 1971 по 1973 год — первый заместитель председателя Талды-Курганского райисполкома.
С 1973 по 1978 год — начальник Талды-Курганского райсельхозуправления.
С 1978 по 1983 год — председатель Андреевского райисполкома Талды-Курганской области.
С 1983 по 1985 год — начальник Талды-Курганского облсельхозуправления.
С 1985 по 1987 год — первый секретарь Талды-Курганского райкома партии.
С 1987 по 1992 год[уточнить] — первый секретарь Панфиловского райкома партии.
С 1990 по 1993 год — депутат Верховного Совета Республики Казахста XII созыва от Коктальского избирательного округа № 215 Талды-Курганской области.
С 1992 по 1993 год — первый заместитель главы Талдыкорганской областной администрации.
С 1993 по 1995 год — аким Бурлютобинского района Талдыкорганской области.
С 1995 по 1997 год — аким Капальского района Алматинской области.
С 1997 по 1998 год — первый заместитель акима Аксуского района Алматинской области.
С 1998 по 2004 год — первый заместитель председателя Комитета по управлению земельными ресурсами, г. Алматы.
С 2004 по 2010 год — первый заместитель и советник директора НПЦ земельных отношений, г. Алматы.

## Награды
- Орден «Знак Почёта» (СССР)
- Орден Дружбы народов (СССР)
- Медаль «За трудовую доблесть» (СССР дважды)
- Орден Курмет (Казахстан)
- Орден Парасат (Казахстан)
- Медаль «10 лет независимости Республики Казахстан» (2001)
- Медаль «20 лет независимости Республики Казахстан» (2011)
- Медаль «25 лет независимости Республики Казахстан» (2016)
- звания «Почётный землеустроитель Республики Казахстан»
- звания «Почётный гражданин Алматинской области» (19 июля 2005 года)[3]
- Награждён Почетной грамотой Верховного Совета Республики Казахстан и др.
- Награжден знаком ЦК ВЛКСМ «За активную работу в комсомоле», почётными грамотами ЦК ВЛКСМ, ЦК ЛКСМ Казахстана.